# Einar Christian Leonard Naumann
Pour les articles homonymes, voir Naumann.
Einar Christian Leonard  Naumann est un botaniste suédois, né en 1891 et mort en 1934.
Il étudie à l’université de Lund et obtient un titre de docteur en 1917. Il s’intéresse au phytoplancton et la formation des sédiments dans les lacs de Suède. Il fonde l’institut de limnologie à Lund en 1929. Il est l’auteur de près de 300 publications dont Limnologische Terminologie (1931). Il est l'inventeur du terme « neuston » qui désigne l'écosystème des couches superficielles des milieux aquatiques.

## Source
- (en) Naumann-Thienemann Medal (International Association of Theoretical and Applied Limnology).